# Desideri d'estate
Pour plus de détails, voir Fiche technique et Distribution.
Desideri d'estate est une comédie italienne réalisée par Silvio Amadio et sortie en 1964.

## Synopsis
Dans une station balnéaire, un groupe d'amis décide de s'équiper d'un bateau à moteur pour leurs voyages en escroquant un riche vacancier, le père de l'un d'eux. Pour ce faire, ils chargent une de leurs copines de séduire l'homme, afin de les prendre en flagrant délit puis de le faire chanter.
Tout se complique lorsque la jeune femme tombe sérieusement amoureuse de l'homme, mais elle se rend vite compte que lui prend la relation plus à la légère. Le groupe d'amis se résigne à obtenir le bateau par d'autres moyens moins dangereux.

## Fiche technique
Sauf indication contraire, les informations mentionnées dans cette section peuvent être confirmées par la base de données cinématographiques IMDb,  présente dans la section « Liens externes ».
- Titre original italien : Desideri d'estate[1] (litt. « Désir d'été »)
- Réalisation : Silvio Amadio
- Scénario : Silvio Amadio, Carlo Romano
- Photographie : Franco Villa (it)
- Musique : Gino Peguri
- Société de production : Vulci Film
- Pays de production :  Italie
- Langue originale : italien
- Format : Noir et blanc - 1,85:1 - Son mono - 35 mm
- Durée : 89 minutes (1 h 29[1])
- Genre : Comédie
- Dates de sortie :
  - Italie : 4 avril 1964
- Classification :
  - Italie : Interdit aux moins de 14 ans[1]

## Distribution

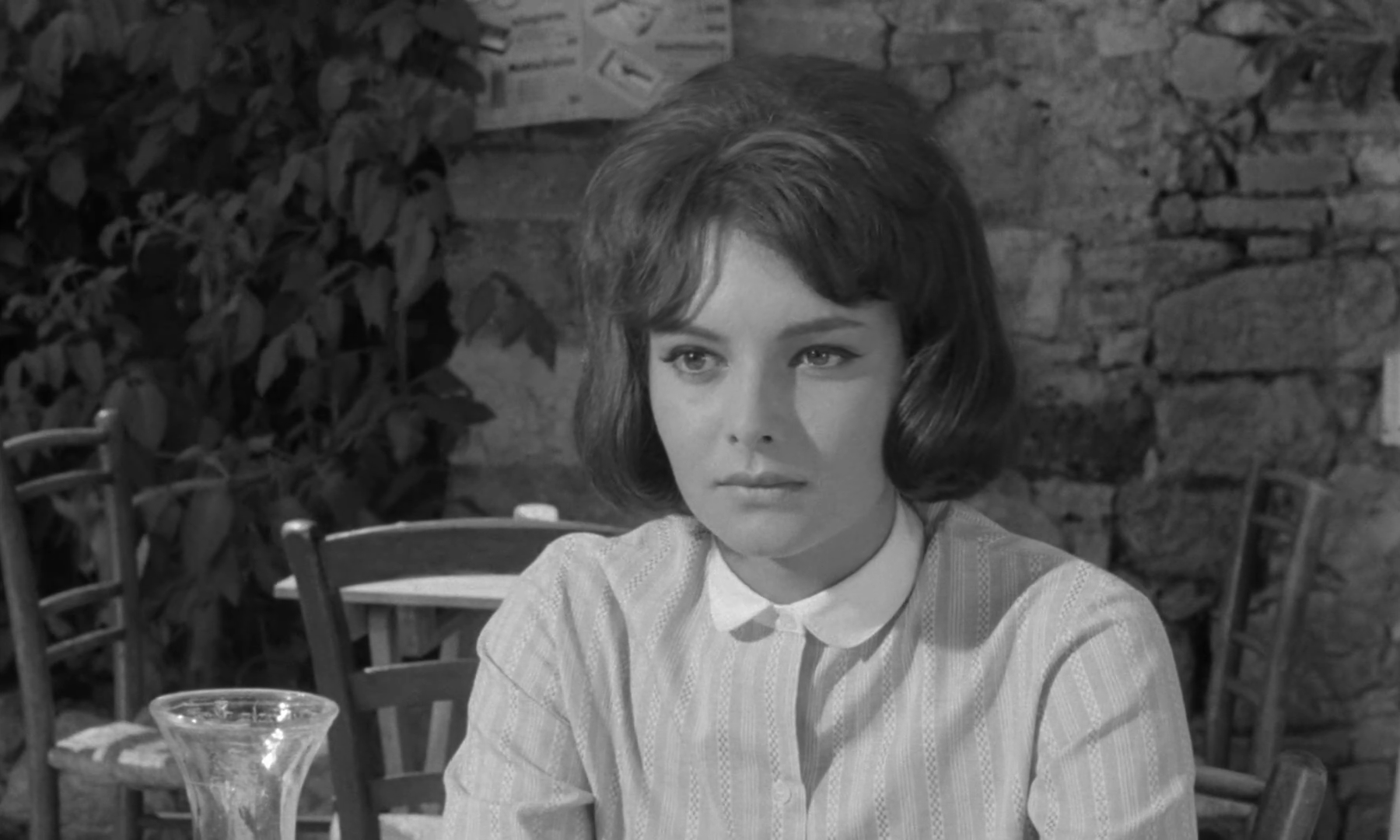
Rosemarie Dexter dans une scène du film

- Gabriele Ferzetti : Fabrizio Danova
- Rosemarie Dexter : Daniela
- Jodine Remond : Sandra
- Sandro Cini : Mauro
- Angela Angelucci :
- Massimo Bosi : Emanuele
- Kareen Melchior : Gaia
- Massimo Bernardi : Luca
- Gabriella Fioravanti : Leyna
- Sergio Leonardi (it) :
- Cristina Kustermann : Jessica
- Walter Bartoletti : Alex
- Sandro Corvi : Mino
- Adriana Tucci :
- Nando Angelini :
- Ann Walker :

## Production
Le tournage s'est effectué à Castiglioncello dans la province de Livourne (Toscane).